# Кубок Швейцарії з футболу 1929—1930
П'ятий розіграш Кубка Швейцарії з футболу, що проводився з 13 жовтня 1929 по 23 березня 1930 року.

## 1/32 фіналу
| Команда 1           | Рахунок   | Команда 2           |
| ------------------- | --------- | ------------------- |
| 13.10.1929, 14:30   |           |                     |
| Адлішвіль           | 5:2       | Кляйнгюнінген       |
| Алльшвіль           | 5:3       | Фройнфельд          |
| Базель              | 10:00     | ФК Дітікон          |
| Блю Старз Цюрих     | 8:0       | Кройцлінген         |
| К'яссо              | 3:1       | Блек Старз (Базель) |
| Луганезі            | 5:1       | Брюль Санкт-Галлен  |
| Ювентус Цюрих       | 4:2       | Бюлах               |
| Грассгоппер         | 9:2       | Ерлікон Цюрих       |
| Геніґґ              | 3:2       | Амрісвіль           |
| Локарно             | 3:2 д.ч.  | Люцерн              |
| Нордштерн Базель    | 4:0       | Сіріус Цюрих        |
| Санкт-Галлен        | 1:0       | Тесс                |
| Зеєбах              | 0:4       | Лугано              |
| Янг Фелловз Цюрих   | 2:0       | Веве                |
| Вінтертур           | 2:1       | Біршвельден         |
| Цюрих               | 4:2       | Олд Бойз            |
| Аарау               | 7:4 (д.ч) | Бецінген            |
| Атлетік Женева      | 4:2       | Централ Фрібур      |
| Реконвілер          | 2:3 (д.ч) | Конкордія Івердон   |
| Кове-Спортс         | 4:2 (д.ч) | Фрібур              |
| Етуаль Каруж        | 6:2       | Ельветія Берн       |
| Етуаль Ла Шо-де-Фон | 6:2       | Монте               |
| Ла Шо-де-Фон        | 6:1       | Лозанна             |
| Ла Тур-де-Пельц     | 2:7       | Монтро-Спортс       |
| Мадреш              | 6:3 (д.ч) | Золотурн            |
| Мінерва Берн        | 0:6       | Біль-Б'єнн          |
| Нідау               | 3:1       | Стад Лозанна        |
| Олімпія-Шпортс Веве | 1:3       | Берн                |
| Серветт Женева      | 9:1       | Зегрінгія Берн      |
| Стад Ньйон          | 3:1       | Шпортс-Бойз Берн    |
| Уранія Женева Спорт | 3:1       | Рененс-Спортс       |
| Янг Бойз            | 2:0       | Веве                |

## 1/16 фіналу
| Команда 1         | Рахунок   | Команда 2           |
| ----------------- | --------- | ------------------- |
| 03.11.1929, 14:30 |           |                     |
| Алльшвіль         | 2:3 (д.ч) | Луганезі            |
| Грассгоппер       | 12:10     | Ювентус Цюрих       |
| Локарно           | 4:2       | Санкт-Галлен        |
| Лугано            | 3:5       | Базель              |
| Нордштерн Базель  | 7:0       | Геніґґ              |
| Вінтертур         | 1:2       | Блю Старз Цюрих     |
| Янг Фелловз Цюрих | 1:0       | К'яссо              |
| Цюрих             | 12:1      | Адлішвіль           |
| Аарау             | 7:1       | Стад Ньйон          |
| Біль-Б'єнн        | 4:2       | Етуаль Ла Шо-де-Фон |
| Атлетік Женева    | 3:2       | Нідау               |
| ФК Кове           | 0:6       | Уранія Женева Спорт |
| Етуаль Каруж      | 2:0       | Берн                |
| Ла Шо-де-Фон      | 4:3       | Монтро-Спортс       |
| Мадреш            | 1:6       | Янг Бойз            |
| Серветт Женева    | 6:0       | Конкордія Івердон   |

## 1/8 фіналу
| Команда 1           | Рахунок | Команда 2         |
| ------------------- | ------- | ----------------- |
| 02.12.1929, 14:30   |         |                   |
| Аарау               | 5:1     | Ла Шо-де-Фон      |
| Луганезі            | 1:3     | Янг Фелловз Цюрих |
| Грассгоппер         | 3:2     | Блю Старз Цюрих   |
| Локарно             | 5:4     | Базель            |
| Нордштерн Базель    | 0:3     | Цюрих             |
| Уранія Женева Спорт | 2:3     | Біль-Б'єнн        |
| Янг Бойз            | 11:3    | Атлетік Женева    |
| 22.12.1929, 14:30   |         |                   |
| Етуаль (Каруж)      | 3:0     | Серветт Женева    |

## Чвертьфінали
| Команда 1         | Рахунок   | Команда 2         |
| ----------------- | --------- | ----------------- |
| 02.02.1930, 14:30 |           |                   |
| Аарау             | 2:2 (д.ч) | Біль-Б'єнн        |
| Грассгоппер       | 1:4       | Цюрих             |
| Локарно           | 2:2 (д.ч) | Янг Бойз          |
| Етуаль Каруж      | [ 1 ]     | Янг Фелловз Цюрих |

### Переграванняe
| Команда 1         | Рахунок | Команда 2         |
| ----------------- | ------- | ----------------- |
| 16.02.1930, 15:00 |         |                   |
| Біль-Б'єнн        | 0:1     | Аарау             |
| Етуаль Каруж      | 3:2     | Янг Фелловз Цюрих |
| Янг Бойз          | 2:1     | Локарно           |

## Півфінали
| Команда 1       | Рахунок | Команда 2 |
| --------------- | ------- | --------- |
| 2.3.1930, 15:00 |         |           |
| Етуаль Каруж    | 2:4     | Янг Бойз  |
| Цюрих           | 1:2     | Аарау     |

| 2 березня |

| Етуаль Каруж                  | 2:4 | Янг Бойз                                  |
| ----------------------------- | --- | ----------------------------------------- |
| 18' Арн 66' (аг.) Баумгартнер |     | 26' Вісард 36' Шикер 43' (пен.) 68' Дасен |

| Стад-де-Шарміль, Женева Глядачів: 7000 Арбітр: Ганс Ендерлі (Вінтертур) |

- Етуаль Каруж: Шнайдер, Дюбоше, Кросетті, Ам'єт, Тальябу, Дегодензі, Арн, Бухо, Гобе.
- Янг Бойз: Пульвер, Висс, Грюндер, Бальді, Баумгартнер, Пеллет, Вісард, Дасен, Юнг, Волері, Шикер.

| 2 березня |

| Цюрих       | 1:2 | Аарау                 |
| ----------- | --- | --------------------- |
| 66' Спіллер |     | 23' K.Люти 76' Таддеї |

| «Гардтурм», Цюрих Глядачів: 10000 Арбітр: Рене Мерсе (Локарно) |

- Цюрих: Шар, Губер, Ніффелер, Беш, Спіллер, Шнорф, Штельцер, Баумайстер, Румберг (Клеріко, 40), Леманн, Гегцель.
- Аарау: Райнхарт, Вернлі (К), Штоккер, Штайнер, О.Люти, Імгоф, Гусі, Ваккані, Таддеї, К.Люти, В.Люти.

## Фінал
Фінальний матч був зіграний 23 березня 1930 на стадіоні «Ванкдорф».
| Команда 1 | Рахунок | Команда 2 |
| --------- | ------- | --------- |
| Янг Бойз  | 1:0     | Аарау     |

| 23 березня |

| Янг Бойз | 1:0 | Аарау |
| -------- | --- | ----- |
| 15' Юнг  |     |       |

| «Ванкдорф», Берн Глядачів: 7500 Арбітр: Рене Мерсе (Локарно) |

- Янг Бойз: Премоселлі, Еріх Грюндер, Алекс, Бальді, Маріо Фассон, Адріан Баумгартнер, Пауль Фесслер (К), Вісард, Рудольф Дасен, Маркус Юнг, Волері, Віктор Шикер. Тренер: Ернст Меєр
- Аарау: Райнхарт, Вернлі (К), Штоккер, О.Люти, Імгоф, Штайнер, В.Люти, К.Люти, Таддеї, Ваккані, Гусі.